# Besselův elipsoid
Besselův elipsoid (také Bessel 1841) je referenční elipsoid Země vytvořený v roce 1841 Friedrichem Wilhelmem Besselem. Je založen na deseti meridionálních obloucích a osmatřiceti přesných měření astro-geografické zeměpisné šířky a délky. Rozměry os elipsoidu byly definovány pomocí logaritmů v souladu s tehdejšími početními metodami.
V Česku z Besselova elipsoidu vychází Jednotná trigonometrická síť katastrální. Dále je využíván také např. v Rakousku, Německu, Švýcarsku, ale také třeba v Indonésii, Namibii nebo Eritreji.

## Rozměry Besselova elipsoidu
| Velká poloosa a (rovníkový poloměr) | 6 377 397,155 m |
| Malá poloosa b (polární poloměr)    | 6 356 078,963 m |
| Zploštění f                         | 1 / 299,152815  |